# 基諾馬 (密蘇里州)
基諾馬（英語：Kenoma）是位於美國密蘇里州巴頓縣的非建制地區。

## 歷史
基諾馬的郵局於1881年設立，其後於1964年停運。

## 地理
基諾馬所處的海拔為高於海平面298米（即978英呎），而該地所採用的時區為UTC-6，即北美中部時區（CST）。同時該地設有夏令時間，為UTC-6調快一小時，即UTC-5（CDT）。